# Pavel Lužan
Pavel Lužan, slovenski pisatelj dramatik in radijski dramaturg,    *6. april 1946, Kranj.
Od 1978 do 2008 je bil zaposlen kot dramaturg v Kulturno-umetniškem programu na Radiu Slovenija.

## Uprizorjene igre
- Zaščitna maska, 1973, PDG Nova Gorica;
- Salto mortale, 1973, PG Kranj;
- Zeleni volk, 1973, Ljubljanska Drama;
- Živelo življenje Luka de,(v izvedbi Poldeta Bibiča na sporedu do 2008), EG Glej Ljubljana;
- Micka se predstavi, 1974, Lutkovno gledališče Kranj;
- Triangel, 1976, PG Kranj in Pekarna Ljubljana;
- Sreča nikda opoteča, 1977, MG Ljubljansko;
- Zlati časi, lepi klasi, 1977, SLG Celje;
- Mostovi v Zambiji ali nocoj bomo zidali, 1978, AGRFTV Ljubljana in SNG Mala drama Ljubljana;
- Srebrne nitke, 1978, EG Glej;
- Rdeči mlin, 1979, SLG Celje;
- Novi ljubimec Lady Chaterley, 1989, Šentjakobsko gled. Ljubljana;
- Peter Klepec, 1994, LG Tri Kranj;
- Zlati sinko, 1996, LG Jože Pengov Ljubljana;
- Ti si moj sonček, 2006, LG Jože Pengov Ljubljana.

## V knjigah izšlo
- Potovanje (pesniška zbirka, 1973),
- Srebrne nitke (igra, 1975),
- Sreča nikda opoteča(igra, 1977),
- Igre iz naših dni (5 radijskih iger, 1978) – vse pri Založbi Obzorja Maribor;
- Molk ni zlato (humoreske, 1987), Prešernova družba Ljubljana.

## Radijska dela

### Radijske igre
- Dan gospoda Iksa, 1973; Taka je ta zgodba, 1975; Tercet, 1975; Trkanje na steno, 1976; Tenka bela stena, 1976; Rešitelji, 1983; Odčarani krog, 1984; Gorani ni nora, 1985; Novo življenje, 1988, RAI-Radio Trst-A; Kandidat, 1989; Dežurni pesnik, 1995; Živelo življenje Luka de, 1996; Janez ali optimizem, 1996, R-SLO-Radio Maribor.

### Radijske igre za otroke
- Izginjevalnik, 1984;
- Darilo severnega vetra, 1986;
- Moj prijatelj sivi volk, 1986;
- Pastir in čarovnikova hči, 1988;
- En cvet ne naredi pomladi, 1987;
- Zlati sinko, 199O;
- Trije bahači, 1991;
- Uh, kakšna detektivka, 1992;
- Črna senca, beli dan, 1993;
- Peter Klepec, 1994;
- Ti si moj sonček, 1996.

### Radijske nanizanke
- Novakovi, 1994, 24 kratkih iger; (avtorja sta tudi G. Gluvić, M. Jan);
- Neiztrohljeno srce, 2000, 12 kratkih iger (12 KRI Vilma Štritof - Čretnik).

### Kratke radijske igre
- Vsakdanja bomba, 1990;
- Vražji računi, 1991;
- Živela svoboda tiska, 1992;
- Na živce mi greš, 2004.

## Televizijska drama
- Sanjarjenje, TV Slovenija, 1983;
- Novakovi, satirična nanizanka, (6 ep.), RTV Slovenija, 2000.

## Nagrade
- Zlata ptica 1975 za literaturo: za igro Srebrne nitke
- Nagrada JRT za najboljši tekst na Tednu JRT 1976 - za radijsko igro Trkanje na steno
- Nagrada Isac Samokovljija Medrepubliške kulturne skupnosti Plevlja, Črna gora ter prva nagrada Skupnosti slovenskih gledališč na natečaju ob 100-letnici Cankarjevega rojstva za igro Sreča neposrednih proizvajalcev ali sreča nikdar opoteča
- Prežihova nagrada Založbe Obzorja Maribor 1979 za knjigo Igre iz naših dni
- Nagrada RTV Slovenija - Ježkova nagrada 1998 za radijske komedije, kratke radijske igre ter nanizanke.